# Sticherus rufinervis
Sticherus rufinervis là một loài dương xỉ trong họ Gleicheniaceae. Loài này được Mart. Nakai mô tả khoa học đầu tiên năm 1950.